# 斑馬總動員
《斑馬總動員》是一部於2013年上映的南非喜劇3D電腦動畫喜劇電影。由安东尼·西尔弗斯顿執導和編劇，艾茲美娛樂發行。主要配音員包括傑克·奧斯汀，史蒂夫·布西密，洛妮塔·特妮納，勞倫斯·費許朋，理查·E·格蘭特，安娜蘇菲亞·羅伯和連恩·尼遜。

## 劇情
昆巴（Khumba）是一种小斑马，其一半的身体没有条纹。 这种动物很快就受到周围所有人的偏见，根据当地的传说，该动物的出生是造成该地区降雨少的原因。 为了解决这个大问题，昆巴决定独自走过非洲大草原，寻找一个神奇的湖，能够恢复丢失的条纹，为他的人民带来雨水。 在途中，他遇到了其他遭受人身伤害且与他的背包隔绝的动物，例如雌性牛羚，鸵鸟和一只眼睛的盲虎。

## 外部連結
- 官方网站
- 互联网电影数据库（IMDb）上《斑馬總動員》的资料（英文）
- 豆瓣电影上《斑馬總動員》的資料 （简体中文）